# СМ ЕОМ
СМ ЕОМ — ряд (сімейство) малих ЕОМ, створених наприкінці 1970-х - початку 1980-х років в ході міжнародної програми з розробки системи малих ЕОМ.
До розробки в рамках РЕВ були залучені соцкраїни (Народна Республіка Болгарія, Угорська Народна Республіка, НДР, Куба, Польська Народна Республіка, Соціалістична Республіка Румунія і Чехословацька Соціалістична Республіка — всього більше 30-ти інститутів та підприємств). У 1974 р. рішенням Міжурядової комісії зі співробітництва соціалістичних країн в галузі обчислювальної техніки головною організацією був призначений Інститут електронних керуючих машин. Головний конструктор — Б. Н. Наумов, з 1984 року — Н. Л. Прохоров.
У 1981 році ряд керівників та розробників були удостоєні Державної премії СРСР «за розробку та організацію серійного виробництва комплексів технічних і програмних засобів СМ 3 та СМ 4 міжнародної системи малих ЕОМ».
Серія складалась з клонів машин PDP-11, VAX та інших.